# Eugène Figuière
Eugène Jean dit Figuière, né le 7 décembre 1882 à Paris (18e) et mort le 22 mai 1944 à Paris (14e), est un poète, écrivain, journaliste et éditeur français. Inhumé au cimetiere parisien de Bagneux, ses restes furent relevées en 1985 

## Biographie
Après des débuts dans le journalisme, Eugène Figuière reprend en octobre 1909 le fonds de la Bibliothèque générale d'Édition qui appartenait auparavant à Gaston Tournier. Le voici éditeur : un an plus tard, il fonde Eugène Figuière & Cie, Éditeurs. Avec la collection « Œuvres et Jours » (1910-1911), il est l'un des tout premiers à publier René Arcos, Louis de Gonzague-Frick, Alexandre Mercereau, Valentine de Saint-Point, Jules Romains, Georges Duhamel, Charles Vildrac, Jules Supervielle, Saint-Pol-Roux, ou Pierre Jean Jouve. Il rachète la revue Les Bandeaux d’Or aux Éditions Charpentier, nomme Jouve responsable, puis la revend à Georges Crès. En 1911, il nomme Paul Fort directeur de la collection « Vers et Prose » qui l'animera jusqu'en 1936. Il convia quelques artistes à illustrer certains joyaux de la bibliophilie de la Belle Époque : Marie Laurencin, Albert Gleizes, Han Ryner. 
En 1912 Eugène Figuière et son associé Jacques Nayral publient le premier traité majeur sur le cubisme, Du "Cubisme" (en) signé Albert Gleizes et Jean Metzinger. Il lance en 1912 la revue Poème et Drame, puis la Revue des Nations, la Revue indépendante, Le Théâtre Français.
En 1913, son affaire tourne plutôt bien : il publie Les Peintres cubistes. Méditations esthétiques de Guillaume Apollinaire. Il monte une chaîne de librairies, ouvrant des succursales à Bruxelles, Berlin et Londres. Figuière, dont deux figuiers sont désormais la marque, est aussi devenu un patron de presse. 
Cette année-là, Albert Gleizes peint son portrait. 
L'entrée en guerre en juillet 1914 met un frein à l'appétit de Figuière : mobilisé, il ne relance sa maison qu'en février 1919 et inaugure le 24 mai le Théâtre du Figuier qui se voulait avant-gardiste et où l'on retrouvait Henri-Martin Barzun, l'ancien membre de l'Abbaye de Créteil, avec qui Figuière avait déjà travaillé. Par ailleurs, il continue d'ouvrir des librairies un peu partout en France, si bien que, début 1921, n'ayant plus assez de trésorerie, il est obligé de liquider son fonds d'édition en le cédant à son associé. Durant l'été de cette même année, il fonde Eugène Figuière, Éditeur au 17 rue Campagne-Première.
Durant près de dix-sept ans, Figuière édite énormément. Il fonde également de nouveaux périodiques comme L'Alliance littéraire, L'Alliance universelle, L'Alliance des médecins, L'Alliance parlementaire. 
En 1928, il lance un nouveau prix — il en avait créé d'autres auparavant — offrant 50 000 francs à un auteur de moins de quarante ans ayant publié les trois dernières années un roman non récompensé. Salué par le journal Comœdia comme le prix littéraire le plus important en termes de récompense, le premier prix Figuière fut attribué en novembre à Emmanuel Bove pour Mes amis et La Coalition.
En 1932, il aurait envoyé une lettre à Louis-Ferdinand Céline pour éditer son Voyage à compte d'auteur pour « seulement 7 000 francs ». L'homme semble essoufflé, voire un peu dépassé. La crise du livre dans les années 1934-35 a raison de son entreprise : il liquide l'ensemble de ses actifs en 1938. 
Peu avant l'Occupation, il devient directeur littéraire pour La Maison des Écrivains, avec l'aide André Soufflier, puis en 1941, il lance les Presses continentales - Éditions Figuière mais ne semble pas y avoir publié grand-chose. On en sait très peu, à ce jour, sur les circonstances de sa mort et sur le destin de ses archives.

Évolution de la marque (1910-1930)
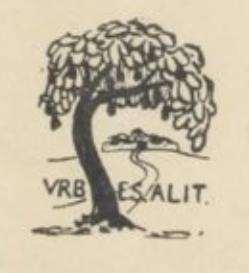
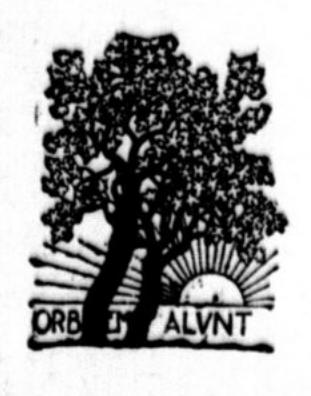
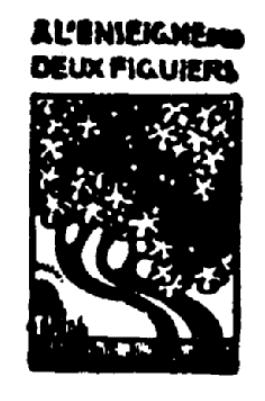

## Œuvres

### Poésie
- Les Murmures, Bibliothèque générale d'édition, 1909
- Et des jours ont passé
- Les Poèmes de mai, Eugène Figuière éditeur, 1919
- La Forêt sans feuilles, Eugène Figuière éditeur, 1920
- Collection « Les Petits Bréviaires » (1920) en 20 volumes : 
  - Un petit bréviaire de l'Ambition, ill. par André Domin
  - Un petit bréviaire de l'Amitié, ill. par Irène Reno
  - Un petit bréviaire de l'Amour, ill. par André Domin
  - Un petit bréviaire du Bonheur, ill. par Cathleen Blake
  - Un petit bréviaire de la Douleur, ill. par Stab
  - Un petit bréviaire de la Femme, ill. par André Domin
  - Un petit bréviaire des Fiancés, ill. par André Domin
  - Un petit bréviaire de la Gourmandise, ill. par Eugène Narbonne
  - Un petit bréviaire des Heures, ill. par H.S. Ciolkowski
  - Un petit bréviaire de la Jeune Fille, ill par Stab
  - Un petit bréviaire de la Jeunesse, ill. par André Domin
  - Un petit bréviaire du Mariage, ill. par André Domin
  - Un petit bréviaire de la Mère, ill. par Eugène Narbonne
  - Un petit bréviaire de la Mort, ill. par Albert Gleizes
  - Un petit bréviaire du Patriotisme, ill. par Stab
  - Un petit bréviaire de la Sagesse, ill. par André Warnod
  - Un petit bréviaire de la Solitude, ill. par André Domin
  - Un petit bréviaire de la Tendresse, ill. par Stab
  - Un petit bréviaire de la Vie, ill. par Cathleen Blake
  - Un petit bréviaire de la Volonté, ill. par André Domin

- Le Manoir, Eugène Figuière éditeur, 1922, ill. Gaude Roza[14]
- Des murmures dans les ruines, Eugène Figuière éditeur, sd

### Prose
- Les Clochers démolis, Dixmude, 1915-1916, Eugène Figuière éditeur, 1916
- Notre bréviaire, Eugène Figuière éditeur, 1927
- Walt Whitman, poète américain, suivi des Meilleures pensées de Walt Whitman, recueillies et traduites par Ary René d'Yvermont, Eugène Figuière éditeur 1928
- L'École de bonheur. Le bonheur en huit leçons, Eugène Figuière éditeur, 1930
- Le Bonheur à cinquante ans, préf. de Gaston Dujarric, Éditions de l'École du bonheur, 1932
- Sur les routes de la vie, Eugène Figuière éditeur, 1935
- L'Art oratoire, Eugène Figuière éditeur, 1937

## Sources
- Alphonse Marius Gossez, Les Poètes du XXe siècle, Eugène Figuière, 1929, p. 85
- E. Figuière, Open Library